# Список ректоров Люблинского католического университета
Ректор Люблинского католического университета имени Иоанна Павла II (пол. Rektor Katolickiego Uniwersytetu Lubelskiego Jana Pawła II) — высшее должностное лицо в структуре Католического университета Люблина имени Иоанна Павла II в Люблине. В соответствии с Законом о высшем образовании и науке от 20 июля 2018 года, ректор университета: руководит деятельностью университета, представляет университет за его пределами, является руководителем сотрудников, студентов и докторантов, готовит проект Устава и изменений к нему, а также проект стратегии Университета и изменений к нему, представляет отчет о реализации стратегии Университета, назначает людей на руководящие должности в Университете и определяет круг их обязанностей, определяет и проводит кадровую политику, определяет научно-образовательную политику, осуществляет деятельность в области трудового права, создает исследования по определённой области, уровню и профилю, издает организационные положения Университета, заключает договоры о сотрудничестве с иностранными организациями, руководит финансовое управление Университета, создает комиссии и ректорские команды.

## Католический университет Люблина имени Иоанна Павла II

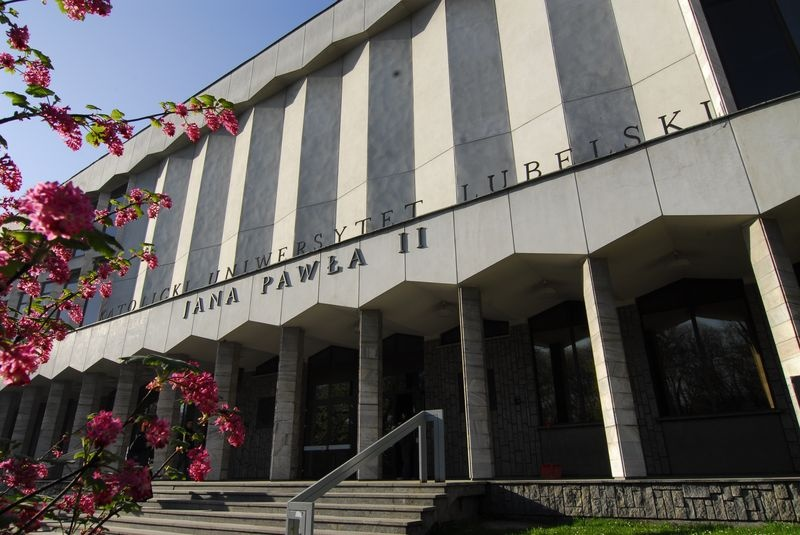
Главное здание Люблинского католического университета Иоанна Павла II.

Католический университет Люблина имени Иоанна Павла II (пол. Katolicki Uniwersytet Lubelski Jana Pawła II) в Люблине был основан 27 июля 1918 года.
Люблинский католический университет был основан по инициативе ксёндза Идзи Радзишевского, который собирал средства на создание Католического университета в Польше среди польской общины в Петербурге, как замену Петербургской Духовной академии, ликвидированной большевистскими властями. Большой вклад в организацию нового ВУЗа внесли промышленник Кароль Ярошинский и инженер Францишек Скомпский.
Местом для организации университета был выбран Люблин. В 1918 году идею поддержали польские епископы и нунций Святого Престола Акилле Ратти (впоследствии папа Пий XI), а 27 июля 1918 года съезд епископов Королевства Польского утвердил основание Люблинского университета. Книжное собрание Петербургской академии стало началом книжного собрания нового университета. Осенью 1918 года университет начал действовать. Первоначально он использовал помещение Люблинской духовной семинарии. Тогда в его состав входили 4 факультета: теологический (открыт в 1918 году), канонического права, общего права и социальных и экономических наук, а также гуманитарный факультет. Студенты Люблинского университета участвовали в польско-большевистской войне и принимали активное участие в подготовке плебисцитов (студенты канонического права: блаженная Стефана Грелевская и Юзеф Шнуро работали в Бытомском комиссариате плебисцитов).
В 1928 году название университета было изменено на Люблинский католический университет. Перед Второй мировой войной ВУЗ приобрел полные университетские права и, хотя и имел статус частного университета, имел право на государственные субсидии. Он также получил собственное здание — это было бывшее здание доминиканского ордена, расположенное на Рацлавицкой аллее, недалеко от центра города.
Закон от 9 апреля 1938 г. предоставил КУЛ полные права государственной академической школы. 9 мая 1939 года был принят устав КУЛ.
Во время немецкой оккупации здание КУЛ было реквизировано и служило военным госпиталем. Многие профессора были заключены в тюрьмы, другие были расстреляны, в том числе: выдающийся ученый-правовед Роман Лонгшам де Берье и теоретик права Чеслав Мартыняк. Множество студентов попали в концентрационные лагеря или на принудительные работы. Среди жертв Катынской резни оказались также сотрудники и студенты университета. После освобождения из-под стражи ректор университета Антоний Шиманьский организовал тайное обучение, благодаря чему университет продолжал работать. КУЛ официально возобновил свою деятельность 21 августа 1944 года как первый университет в Польше, начавший работать после немецкой оккупации. После конференций в Ялте и Потсдаме и последовавшего за этим лишения Польши восточных земель многие профессора Университета Стефана Батория в Вильно и Университета Яна Казимира во Львове перешли на работу в Люблинский католический университет.
Уже 2 августа 1944 года КУЛ получил разрешение новых коммунистических властей на возобновление своей деятельности, а 3 ноября 1944 года были возобновлены академические занятия (на торжественном открытии нового учебного года присутствовали представители Польского комитета национального освобождения и официальный представитель СССР в Люблине Николай Булганин). Университет был возрожден благодаря инициативе о. проф. Антония Сломковского.
Первоначально новые власти отдавали предпочтение католическому университету, однако позже он стал объектом притеснений. Основным источником финансирования Люблинского католического университета было позднее национализированное сельскохозяйственное имение графов Потулицких в Потулицах около Накло, площадью в 7000 гектаров. В 1949 году был запрещен прием новых студентов на некоторые светские направления, и уволен с поста ректора ксёндз Сломковский — за нежелание легализовать молодёжную ячейку коммунистической организации в университете. Университет находился под постоянным наблюдением Службы безопасности, жизнь студентов и преподавателей была осложнена, публикации университета подвергались цензуре.
Лишь в 1990-е годы ситуация улучшилась. КУЛ снова стал получать средства из государственного бюджета, цензура была отменена, и университет начал развивать свою преподавательскую базу. В 1991 году КУЛ вернул себе Фонд Потулицких, а в 2003 году основал инвестиционную группу CGFP sp.z.o.o. имеющий земельный фонд в 5000 га.
В научный состав университета в послевоенный период и в период политических преобразований входили такие личности, как: Владислав Бартошевский, Веслав Хшановский, Ян Чекановский, Юлиуш Клейнер, Мариан Морелёвский, Ян Парандовский, Марек Сафьян, Ирена Славиньская, Адам Стжембош, Ханна Сухоцкая, Стефан Свежавский, Анджей Войтковский, Чеслав Згожельский и священники: Иероним Фейхт, Винцентий Гранат, Станислав Каминьский, Мечислав Крампец, Мечислав Живчиньский, Чеслав Бартник и Кароль Войтыла.
В 2005 году университет изменил свое название «Люблинский католический университет» на «Люблинский католический университет Иоанна Павла II».
| #  | Имя ректора                                                                           | Изображение | Начало нахождения в должности | Конец нахождения в должности |
| -- | ------------------------------------------------------------------------------------- | ----------- | ----------------------------- | ---------------------------- |
| 1  | ксёндз Идзи Радзишевский (1871–1922) Idzi Radziszewski                                |             | 1918                          | 1922                         |
| 2  | отец Яцек Воронецкий (1878–1949) Jacek Woroniecki Доминиканин, Venerabilis Dei servus |             | 1922                          | 1924                         |
| 3  | епископ Чеслав Соколовский (1877–1951) Czesław Sokołowski                             |             | 1924                          | 1925                         |
| 4  | ксёндз Юзеф Крушиньский (1906–1986) Józef Kruszyński                                  |             | 1925                          | 1933                         |
| 5  | ксёндз Антоний Шиманьский (1881–1942) Antoni Szymański                                |             | 1933                          | 1939                         |
| 6  | ксёндз Антоний Сломковский (1900–1982) Antoni Słomkowski                              |             | 1944                          | 1951                         |
| 7  | ксёндз Юзеф Иваницкий (1902–1995) Józef Iwanicki                                      |             | 1951                          | 1956                         |
| 8  | епископ Марьян Рехович (1910–1983) Marian Rechowicz                                   |             | 1956                          | 1965                         |
| 9  | ксёндз Винценты Гранат (1900–1979) Wincenty Granat Venerabilis Dei servus             |             | 1965                          | 1970                         |
| 10 | отец Мечислав Альберт Кромпец (1921–2008) Mieczysław Albert Krąpiec Доминиканин       |             | 1970                          | 1983                         |
| 11 | епископ Пётр Хемперек (1931–1992) Piotr Hemperek                                      |             | 1983                          | 1988                         |
| 12 | епископ Ян Сьрутва (род. 1940) Jan Śrutwa                                             |             | 1988                          | 1989                         |
| 13 | архиепископ Станислав Вельгус (род. 1939) Stanisław Wielgus                           |             | 1989                          | 1998                         |
| 14 | ксёндз Анджей Шостак (род. 1945) Andrzej Szostek Марианин                             |             | 1998                          | 2004                         |
| 15 | ксёндз Станислав Вильк (род. 1944) Stanisław Wilk Салезианец                          |             | 2004                          | 2012                         |
| 16 | ксёндз Антоний Дембиньский (род. 1953) Antoni Dębiński                                |             | 2012                          | 2020                         |
| 17 | ксёндз Мирослав Калиновский (род. 1962) Mirosław Kalinowski                           |             | 2020                          | в должности                  |